# Plexus choroïdes
Pour les articles homonymes, voir plexus.

La flèche blanche se situe dans le foramen de Magendie
1. : Voile médullaire postérieur
2. : Plexus choroïde
3. : Citerne cérébelleuse de la cavité sous-arachnoïdienne
4. : Canal central
5. : Corpora quadrigemina
6. : Pédoncule cérébral
7. : Médullaire antérieur
8. : Revêtement épendymal du ventricule
9. : Citerne pontique de la cavité sous-arachnoïdienne.

Les plexus choroïdes forment des structures, des parois, des ventricules du cerveau où le liquide cérébrospinal est sécrété.
C'est un lacis de vaisseaux sanguins capillaires poreux (on dit qu'ils sont fenestrés), entourés d'épendymocytes (ou cellules épendymaires) qui constituent un tissu similaire à un épithélium. La porosité des capillaires permet au sang d'arriver aux épendymocytes, mais pas au-delà. Les plexus choroïdes fabriquent le liquide cérébrospinal en laissant passer certaines molécules, et en bloquant d'autres. Ce mécanisme fait partie de la barrière hémato-encéphalique.
Les plexus choroïdes se trouvent au niveau des ventricules, plus particulièrement au niveau du toit du 4e ventricule et de la jonction entre les ventricules latéraux du cerveau et le 3e ventricule. Le liquide cérébrospinal (LCS) est sécrété dans les ventricules et sort du 4e ventricule via le trou de Magendie (centre) et les trous de Luschka (latéraux) pour se résorber dans les espaces sous-arachnoïdiens (puis dans les sinus veineux par l'intermédiaire des granulations arachnoïdiennes (de Pacchioni).

## Images

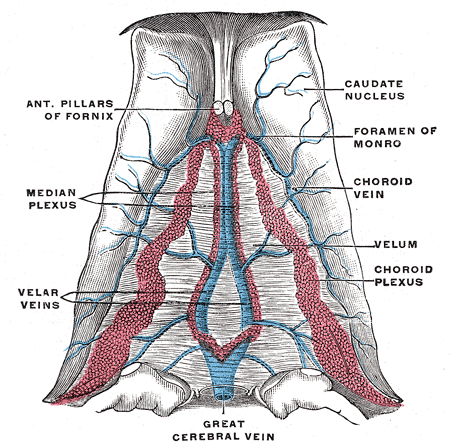
Velum interpositum[2].
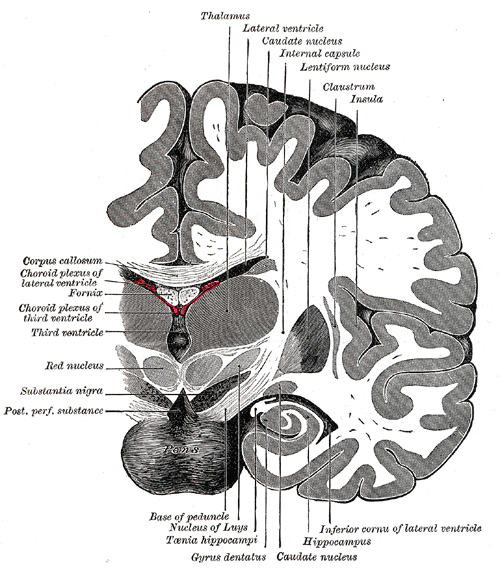
Section coronale du cerveau, juste en avant du pont[2].
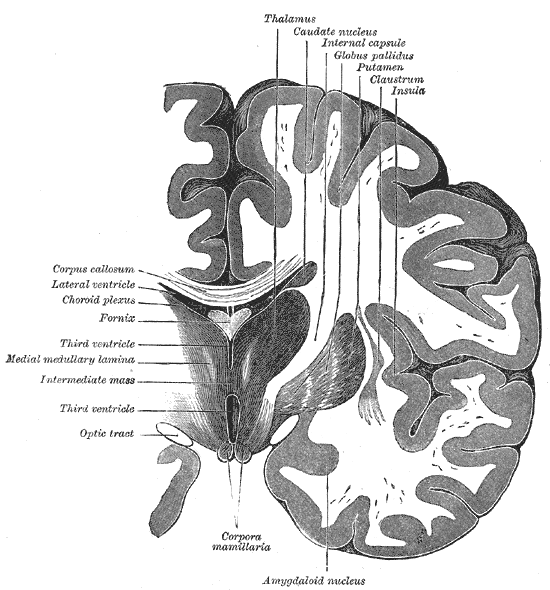
Section coronale du cerveau à travers la masse intermédiaire du 3e ventricule[2].
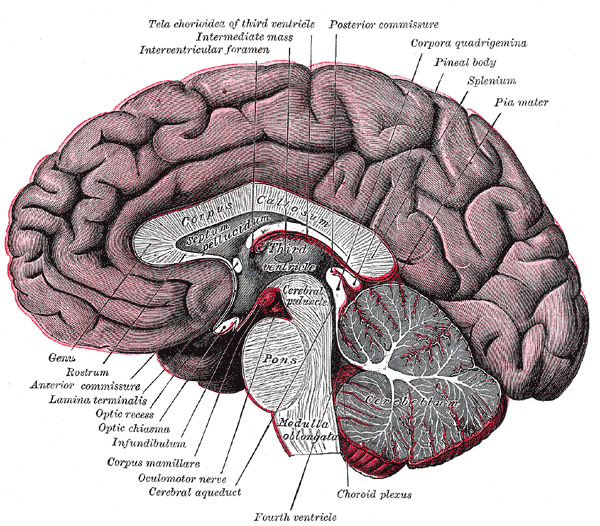
Section sagittale médiane du cerveau[2].
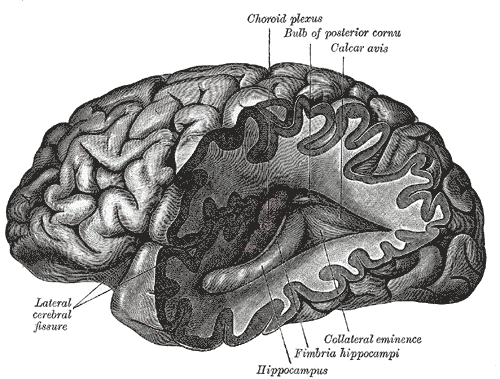
Cornes postérieure et inférieure du ventricule latéral gauche, vues de côté[2].
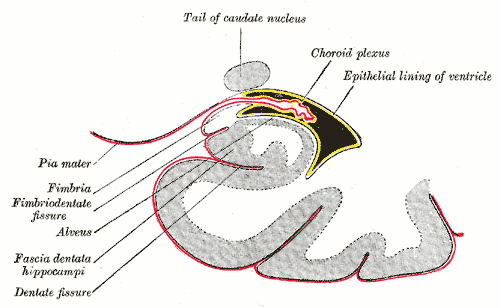
Section coronale de la corne inférieure du ventricule latéral[2].
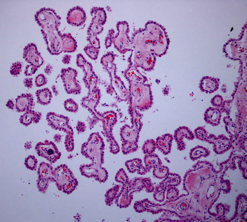
Histologie des plexus choroïdes[3].
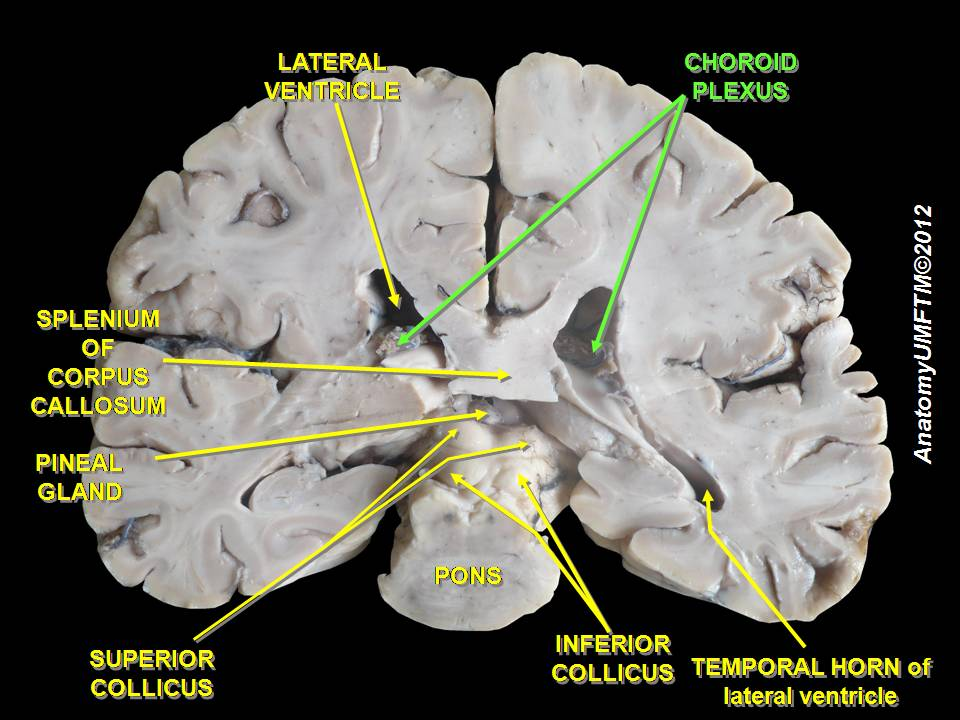
Plexus choroïde[4].
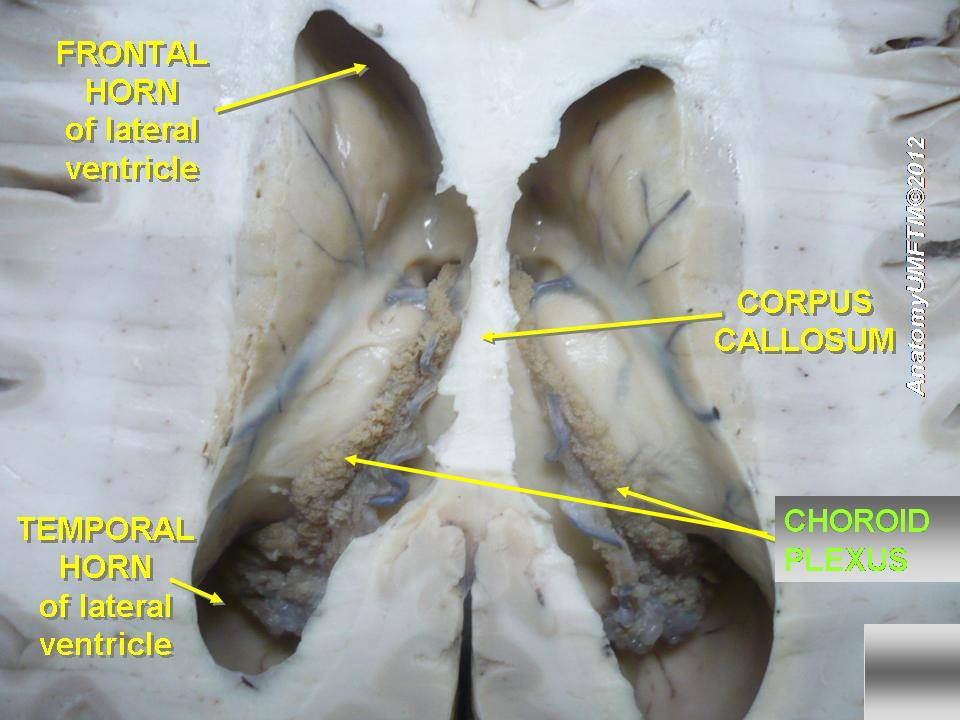
Plexus choroïde[4].